# Pehr af Enehielm
Pehr af Enehielm, ursprungligen Hellenius, född 24 januari 1742, död 17 november 1807 på Lappträsks gård i Lappträsks socken, var en svensk militär.
Pehr af Enehielm var son till kungliga räntmästaren Anders Hellenius, 1770 adlad Enhielm. Han blev student vid Åbo akademi 1758 och underkonduktör vid Fortifikationen 1761. 1768 blev af Enehielm sergeant vid Carl Björnbergss värvade regemente, stabsfänrik 1770 och 1771 fänrik vid samma regemente. I samband med Gustav III:s statskupp befann han sig på Sveaborg och mottog på Jacob Magnus Sprengtportens order trohetsförsäkran från garnisonen på Långörn och i Helsingfors. Han vann härigen om Sprengtportens förtroende och sändes 16 augusti 1772 till Stockholm för att rapportera om fästningens övertagande. Härefter gick hans befordran fort. 1772 skickade han med sina bröder introduktion på riddarhuset men kom i stället att adlas på under namnet af Enehielm på eget nummer. Han blev samma år löjtnant vid Änkedrottningens livregemente och 1773 löjtnant vid Björnbergska regementet. 1778 blev af Enehielm kapten vid Kymmennegårds lätta infanteribataljon och chef för denna bataljon, Elimä bataljon 1781.  1787 befordrades han till överstelöjtnant och blev samma år riddare av Svärdsorden.
Vid krigsutbrottet ställdes hans bataljon under general Carl Gustaf Armfeldts befäl och tillhörde Husulakåren under Fredrikshamns belägring. Det var den del av finska armén dit missnöjet mot kriget tidigast spred sig från de rikssvenska förbanden. Enehielm menade sig senare dock inte ha märkt något sådant i sitt förband. Efter reträtten till Anjala kommenderades hans bataljon till gränsen vid Muhuniemi medan huvudarmén gick i vinterkvarter. Två ryska anfall mot hans posteringar slogs tillbaka. Enehielm hade dock varit med om undertecknandet av Liikalanoten. Han kallades senare kom kvällen till Armfeldt som frågat honom om han ville delta i ett beslut att sända en förhandlare till kejsarinnan för att försöka få fred. Enehielm som menade sig ha varit sjuk hade svarat ja, men i tron att en sådan förhandling hade kungens godkännande.
Han skulle sedan varit sängliggande och inte deltagit i Anjalaaktens författande utan först därefter blivit eftersänd att underteckna akten i Armfeldts tält. Enehielm fördes 14 mars 1789 till Fredrikshovs slott för att stå till svars för sin inblandning i Anjalaförbundet. Även om hans roll var obetydlig, dömdes han efter en lång rättegång 19 april 1790 till halshuggning. 23 augusti meddelades Enehielm om domen, med utsatt avrättningsdatum till 28 augusti. Avrättningen framflyttades till 8 september, men 4 september fick han meddelande om att han benådats, men att han skulle utföras till avrättningsplatsen vid Ladugårdslandstorget för att där avhöra både sin dödsdom och sin benådning. Därefter avfördes han till Varbergs fästning. Han frigavs efter en tid varpå han återvände till Finland där han slog sig ned och från 1796 arrenderade Lappträsks gård.